# Kazuyoshi Ishii
Kazuyoshi Ishii (石井 和義 Ishii Kazuyoshi, 10 de junio de 1953) es un maestro de karate japonés y el fundador de la promoción de kickboxing K-1. Ishii comenzó su entrenamiento y se instruyó en Karate Kyokushin pero en el año 1980 formó su propia organización y su propio estilo de karate, el Seidokaikan, comenzando a organizar competiciones de karate televisadas y más tarde, en 1993, comenzaría a organizar los primeros eventos de K-1.

## Primeros años
Ishii nació el 10 de junio de 1953, en Uwajima, Prefectura de Ehime, Japón proveniente de una familia con dos hermanos. En sus primeros años Ishii se interasaba en el sumo y el béisbol, y posteriormente también se interesó en la gimnasia artística. Cuando Ishii ya estaba en la escuela secundaria un libro escrito por Masatoshi Nakayama despertó su interés por el Shotokan, pero finalmente fue una película de Sonny Chiba la que lo inspiró para comenzar a instruirse en Karate Kyokushin.

## Carrera en Karate
Ishii comenzó a entrenar el Karate Kyokushin con el maestro Hideyuki Ashihara, un instructor de gran prestigio en la Organización Internacional de Karate (IKO). Cuando tan solo tenía 16 años de edad ya se había establecido como instructor en el dojo bajo la supervisión de su maestro y seis años después, en 1975, abrió su propio dojo en Osaka siendo esta una decisión muy exitosa.
Cuando Ashihara dejó la IKO unos años más tarde Ishii continuó en la organización pero abandonó al cabo de unos meses. Fue entonces cuando fundó su propia organización de Karate, el Seidokaikan, en 1980 estableciendo el dojo de la organización en la Región de Kinki. Durante los próximos dos años se dedicó a la promoción de torneos de Full Contact llegando a conseguir que estos fuesen televisados. En 1983, Ishii se convirtió en el primer director de la All Japan Budo Promotion Association mientras que la reputación del Seidokaikan iba creciendo gracias a las victorias en los torneos de varios alumnos de Ishii como Masaaki Satake, Toshiyuki Yanagisawa y Toshiyuki Atokawa.

## Carrera en la promoción del K-1
Tras casi una década de evolución, Ishii organizó la primera edición del K-1 World Grand Prix en el Gimnasio Nacional Yoyogi, Tokio, en abril de 1993. Durante los próximos diez años el K-1 llegaba a albergar 24 eventos al año en diversos lugares como Japón, Europa y Estados Unidos. En enero de 2003, la revista Cinturón Negro otorgó a Ishii su premio de Hombre del Año 2002.

## Otras actividades
En 1994 Ishii ayudó en la producción de la película anime Street Fighter II: The Animated Movie junto al kickboxer que se proclamaría campeón del K-1 World Grand Prix de 1996, Andy Hug, aportando sus conocimientos para la creación de escenas de lucha que utilizaron técnicas de combate realistas.